# أورلاندو سيبيدا
أورلاندو سيبيدا (بالإنجليزية: Orlando Cepeda) هو لاعب كرة قاعدة أمريكي، ولد في 17 سبتمبر 1937 في بونس، بورتوريكو في الولايات المتحدة.

## وصلات خارجية
- أورلاندو سيبيدا على موقع دوري كرة القاعدة الرئيسي (الإنجليزية)
- أورلاندو سيبيدا على موقعبيزبول رفرنس.كوم (الدوري الرئيسي) (الإنجليزية)
- أورلاندو سيبيدا على موقعبيزبول رفرنس.كوم (الدوري الثانوي) (الإنجليزية)
- أورلاندو سيبيدا على موقع جمعية أبحاث البيسبول الأمريكية (الإنجليزية)
- أورلاندو سيبيدا على موقع إي إس بي إن.كوم (أم.أل.بي) (الإنجليزية)
- أورلاندو سيبيدا على موقع مشجعي الرسوم البيانية (الإنجليزية)
- أورلاندو سيبيدا على موقع قاعة مشاهير كرة القاعدة (الإنجليزية)
- أورلاندو سيبيدا على موقع قاعة ميسوري للمشاهير الرياضية (الإنجليزية)
- أورلاندو سيبيدا على موقع الموسوعة البريطانية (الإنجليزية)
- أورلاندو سيبيدا على موقع الموسوعة البريطانية (الإنجليزية)
- أورلاندو سيبيدا على موقع إن إن دي بي (الإنجليزية)